# Plesioneuron falcatipinnulum
Plesioneuron falcatipinnulum là một loài dương xỉ trong họ Thelypteridaceae. Loài này được Holttum mô tả khoa học đầu tiên năm 1975.
Danh pháp khoa học của loài này chưa được làm sáng tỏ. 